# Ice Age
Ice Age (englisch für „Eiszeit“) ist ein US-amerikanischer Computeranimationsfilm von Blue Sky Studios aus dem Jahr 2002. Der Film der Regisseure Chris Wedge und Carlos Saldanha handelt vom gemeinsamen Abenteuer eines Mammuts, eines Riesenfaultiers und eines Säbelzahntigers zur Eiszeit. Nach dem finanziellen Erfolg des Films kamen die Fortsetzungen Ice Age 2 – Jetzt taut’s 2006, Ice Age 3 – Die Dinosaurier sind los 2009, Ice Age 4 – Voll verschoben 2012 und Ice Age – Kollision voraus! 2016 in die Kinos, und 2022 erschien eine weitere Fortsetzung Ice Age – Die Abenteuer von Buck Wild auf Disney+.

## Handlung
Der Film spielt vor etwa 20.000 Jahren in der letzten Eiszeit, und der Winter steht vor der Tür. Wegen des hereinbrechenden Winters macht sich die ganze eiszeitliche Tierwelt auf den Weg in den Süden. Nur das einzelgängerische verbitterte Mammut Manfred (Manni) widersetzt sich dem Gruppendruck und wandert nach Norden.
Riesenfaultier und Nervensäge Sid wird wie jedes Jahr von seiner Familie allein zurückgelassen. Als er von zwei Brontotherien gejagt wird, denen er eine der letzten Löwenzahnblumen vor dem Winter weggefressen hat, wird er von Manfred gerettet. Fortan schließt er sich dem Mammut an, sehr zu dessen Leidwesen.
Unterdessen überfällt ein Rudel Säbelzahntiger unter ihrem Anführer Soto eine Horde Steinzeitmenschen, um aus Rache für erlegte Rudelmitglieder das Baby des Häuptlings zu entführen und zu töten. Doch dessen Mutter kann ihr Kind gerade noch rechtzeitig vor Säbelzahntiger Diego in Sicherheit bringen und mit dem Säugling fliehen. Diego setzt nach, verliert die beiden aber, als sich die Mutter mit dem Baby einen Wasserfall hinabstürzt. Soto erteilt Diego den Befehl, das Baby zu finden und ihm zu bringen.
Zufällig entdecken Manni und Sid die entkräftete Frau in einem Fluss unterhalb des Wasserfalls. Sie reicht den zwei verdutzten Tieren ihr Kind an Land, bevor sie vom Wasserstrom wieder fortgerissen wird. Sid will das Baby zunächst alleine zu seinen Artgenossen zurückbringen. Als Diego interveniert und ihnen das Kind abnehmen will, beschließt Manni, der für Sids Vorhaben zunächst nur Zynismus übrig hatte, diesem dabei zu helfen, da er Diego misstraut. Allerdings finden die beiden die nahe Menschensiedlung verlassen vor, nur Diego erwartet sie dort und bietet erneut an, ihnen das Kind abzunehmen. Manni besteht darauf, dass das Baby bei ihm und Sid bleibt und will sich auf den Weg zum Eisbergpass machen, um die Menschen dort abzufangen. Diego wird als Fährtensucher engagiert und bleibt fortan bei der Gruppe.
Auf ihrer Reise müssen die drei ungleichen Tiere verschiedene Abenteuer überstehen – etwa mit Dodos um Futter für das Kind kämpfen und Sid vor einem erneuten Angriff der Brontotherien retten. Als Diego von Mitgliedern seines Rudels besucht und mit dem Ausschluss aus dem Rudel bedroht wird, bietet er an, zusätzlich Manni in einen Hinterhalt zu locken und legt in der Folge immer wieder falsche Fährten, um zu verhindern, dass das Trio frühzeitig den Menschen begegnet. Dabei müssen sie vor herabbrechendem Eis in eine Höhle fliehen und erleben dort eine abenteuerliche Rutschpartie. Als Manni bei Höhlenmalereien eine Mammutfamilie entdeckt, erinnert er sich traurig an seine eigene Familie, die einst von Menschen getötet wurde. Er schafft es aber endlich, sein Trauma zu verarbeiten und schließt dabei das Menschenbaby endgültig ins Herz.
Später rettet Manni Diego vor dem Sturz in einen Lavastrom und riskiert dabei sein eigenes Leben; Manni erklärt dabei, dass man sich in einer Herde gegenseitig beschützen müsse. Fortan beginnt Diego ernsthaft, an seinem Plan zu zweifeln. Kurz vor dem geplanten Hinterhalt gesteht Diego seine ursprünglichen verräterischen Absichten und schlägt sich auf die Seite seiner Gefährten. Durch ein Täuschungsmanöver können sie das Rudel vorübergehend ausschalten. Soto will Manni schließlich nur mit Diegos Hilfe töten, doch Diego stellt sich ihm in den Weg und es kommt zum Kampf, in dessen Verlauf Soto die Oberhand gewinnt und Diego gegen einen Felsen schleudert. Dann wendet er sich Manni zu. Als Soto zur tödlichen Attacke ansetzt, springt Diego dazwischen und rettet so Mannis Leben. Soto wird beim Versuch, Diego zu töten und sich das Kind zu greifen, von Manni gegen einen Felsen mit Eiszapfen geworfen, woraufhin diese abstürzen und Soto erstechen. Der Rest des Rudels flüchtet. Der schwer verletzte Diego erinnert Manni und Sid daran, dass sie sich als Mitglieder einer Herde gegenseitig verteidigen und fordert die beiden auf, ohne ihn weiterzuziehen, damit sie die Menschen noch einholen können.
Schließlich schaffen es Manni und Sid rechtzeitig zum Eisbergpass und geben das Kind dort seinem Vater zurück, wobei sie Abschied nehmen und dem Baby versprechen, es nicht zu vergessen. Der Vater übergibt Manni eine Halskette der Mutter als Andenken. Es stellt sich heraus, dass Diego überlebt und sich erholt hat. Auch er nimmt Abschied vom Baby und wird von den anderen freudig begrüßt. Die Gefährten Manni, Diego und Sid ziehen gemeinsam nach Süden.
Die Haupthandlung des Films wird von einzelnen Szenen unterbrochen, in denen das „Säbelzahneichhörnchen“ Scrat fieberhaft versucht, seine geliebte Eichel zu vergraben und dabei in einen Schlamassel nach dem anderen gerät. 20.000 Jahre später wird der mit seiner Eichel in einen Eisblock eingeschlossene Scrat an einen Strand gespült. Bevor er sich ganz aus dem tauenden Eisblock befreien kann, wird die Eichel weggeschwemmt. Scrat wird auf eine Kokosnuss aufmerksam und will diese nun vergraben, löst dabei aber versehentlich einen Vulkanausbruch aus.

## Hintergrund
Der Film war ursprünglich von 20th Century Fox als Zeichentrickfilm geplant. Aufgrund des kommerziellen Flops des mit traditioneller Zeichentricktechnik hergestellten Films Titan A.E. sowie der Erfolge der computeranimierten Pixar-Produktionen wurde Ice Age dann aber von Blue Sky Studios komplett computeranimiert umgesetzt. Hierfür wurde die Zahl der Mitarbeiter im Produktionsstudio kurzfristig von rund 65 auf mehr als 170 erhöht. Diese arbeiteten fast zwei Jahre an der Umsetzung, bevor einem Großteil wieder gekündigt wurde. Eine Vielzahl verschiedener Trailer und weiterer Werbemaßnahmen für Internet und Kino steigerten die Gesamtproduktionskosten auf 59 Millionen US-Dollar.

### Scrat
Bei Scrat handelt es sich um den Vertreter einer fiktiven Spezies, eines „Rattenhörnchens“, eine Mischung von Eichhörnchen und Ratte mit den Zähnen eines Säbelzahntigers, mit großen Augen und buschigem Schwanz. Der Name leitet sich aus den englischen Namen der Gattungen Eichhörnchen (squirrel) und Ratte (rat) ab. Obwohl es sich bei Scrat um ein Fantasiegeschöpf handelt, wurde 2011 ein argentinisches Säugetierfossil präsentiert, das Scrat sehr ähnlich sieht. Das „Säbelzahneichhörnchen“ Cronopio dentiacutus lebte jedoch nicht in der letzten Eiszeit, sondern vor etwa 100 Millionen Jahren.

#### Rolle im ersten Film
Ursprünglich war Scrat nur für den Trailer des Films Ice Age entworfen worden. Die Publikumsreaktionen machten jedoch schnell deutlich, dass von diesem Tier mehr zu sehen sein sollte. Daraufhin begannen die Designer, einige Szenen mit Scrat zu entwerfen. Schnell wurde jedoch klar, dass es keine Möglichkeiten gab, Scrat in den bereits in der Post-Produktion befindlichen Film als volle Figur zu integrieren. Daher laufen die Szenen, in denen Scrat auftaucht und versucht, eine Eichel zu vergraben, parallel zur Handlung des Films und schneiden sich nur an zwei Stellen, wo er jedoch kaum Einfluss auf die Handlung des Films nimmt.
Dennoch bestreitet er die erste und die letzte Szene des Films. In diesem Epilog ist zu sehen, wie ein Eisblock 20.000 Jahre später (also heute) an einer tropischen Insel angeschwemmt wird. In ihm sind eine Eichel und der bei deren Verfolgung eingefrorene Scrat eingeschlossen. Obwohl er – weil festgefroren – es nicht schafft, die Eichel zu retten, bevor sie weggespült wird, wird er doch mit einer riesigen Kokosnuss belohnt, welche er gleich tollpatschigerweise dazu nutzt, die gesamte Insel zu spalten und den darauf befindlichen Vulkan zum Ausbruch zu bringen.
Auf der DVD zum Film haben die Produzenten Scrat noch einmal bedacht. Es wird als Bonusmaterial neben einigen Trailern mit Scrat auch der Kurzfilm Scrats neue Abenteuer präsentiert – ganz davon abgesehen, dass auch das Bedienungsmenü mit Scrat und seinen Missgeschicken animiert ist.
Im Kurzfilm Scrats neue Abenteuer erfährt der Zuschauer neue Erkenntnisse über die Kontinentaldrift. Scrat hat in einem hohlen Baumstumpf einen unermesslich großen Vorrat an Eicheln angelegt. Bei dem Versuch, eine weitere Eichel in die Mitte dieser Sammlung einzufügen, kippt das Ganze. Alle Nüsse – und Scrat – fallen einen tiefen Abgrund hinunter. Durch den Aufprall der letzten Eichel wird schließlich die Kontinentaldrift ausgelöst. Am Ende steht Scrat ohne eine einzige Eichel da.
Die Schöpferin der Figur, Ivy Silberstein, gewann im Jahr 2022 den Rechtsstreit um die Rechte der Figur gegen Disney. Der Rechtsstreit hatte sich über 20 Jahre gezogen und war ursprünglich gegen 20th Century Fox eingereicht. Silberstein schrieb auf Twitter, dass es Sqrat, wie die Figur eigentlich heiße, nicht in der Fortsetzung Ice Age 6 (im Jahr 2022 auf Disney+ erschienen als Ice Age – Die Abenteuer von Buck Wild) geben wird.
Scrat wird von Regisseur Chris Wedge gesprochen.

#### Vorkommen in Fortsetzungen
- Ice Age 2 – Jetzt taut’s: Wie bereits beim letzten Mal bestreitet er die Eröffnungs- und Abschlussszene und tritt zwischendurch als Running Gag auf. Gleichzeitig ist er der Star des PC-Spiels zum Film. Hier liegt es nun beim Spieler, ob das kleine Eichhörnchen endlich auf die Nuss kommt. Ein zweiter Kurzfilm mit Scrat entstand unter dem Titel Keine Zeit für Nüsse.
- Ice Age 3 – Die Dinosaurier sind los: Zusätzlich ist eine Säbelzahneichhörnchenfrau namens Scratte mit dabei, die ihm die Eichel streitig macht. Wie auch die Hauptfiguren des Films betritt er das unterirdische Reich der Dinosaurier auf der Suche nach seiner geliebten Eichel.
- Ice Age 4 – Voll verschoben: Als er versucht, eine Eichel aus einem Berg zu erbeuten, spaltet sich dieser und startet damit die Kontinentalplattenverschiebung. Diese hat schwerwiegende Folgen für die Hauptfiguren.
- Zu den neuesten Errungenschaften gehören in der Steelbook-Edition zahlreiche kleine Scrat-Specials, also zusätzliche Kurzfilme auf der Bonus-DVD.
- Ice Age 5 – Kollision voraus!: Scrat spielt ebenfalls wieder mit.
- Ice Age – Die Abenteuer von Buck Wild: Scrat kommt erstmals nicht vor.
- Ice Age: Scrats Abenteuer: Protagonist der Serie, streitet sich mit einem kleinen Artgenossen um eine Nuss (letzter Auftritt)
- Scrat hat auch einen Cameoauftritt bei Family Guy und wird auch bei den Simpsons parodiert.

## Trivia
- Ice Age gibt es im deutschsprachigen Raum mittlerweile in mehreren unterschiedlichen DVD-Versionen zum Kauf. Darunter die Extrem Cool Edition mit einer Bonus-DVD und die Collector’s Edition, welche neben einer Menge an unveröffentlichtem Material auch eine Schneekugel mitbringt.
- Im Kino wurde als Vorspann zu Ice Age der Debütfilm der Blue Sky Studios, der Kurzfilm Bunny, gezeigt. Dieser setzt sich subtil mit dem Thema Tod auseinander und ist mit melancholischer Musik von Tom Waits ausgestattet. Bunny hatte schon zuvor Chris Wedge einen Oscar eingebracht und findet sich auch auf den Kauf-DVDs zu Ice Age wieder.
- Im Movie Park Germany bei Bottrop-Kirchhellen gab es das Ice Age Adventure, eine der Hauptattraktionen. Es handelt sich dabei um eine aufwändige Themenfahrt, die in einer großen Halle untergebracht war. In Booten fuhren die Besucher durch nachgebaute Szenen des Films, die mit zahlreichen animatronischen Figuren bevölkert waren. Dieses Fahrgeschäft schloss 2016, weil die Lizenz abgelaufen war und der Vertrag zwischen 20th Century Fox und dem Park nicht mehr verlängert wurde.
- Der offizielle gleichnamige Roman zum Film erschien im April 2002 im Pestalozzi-Verlag mit dem Titel Ice Age – Das Buch zum Film. Im Februar des Jahres 2006 erschien auch ein Sammelband mit dem Roman und den Roman zum zweiten Teil Ice Age 2. Er wurde diesmal von Glenn Dakin geschrieben und erschien auf Deutsch im Verlag Dorling Kindersley.
- Im Film gibt es eine Hommage an die Vulkanier aus der Serie Raumschiff Enterprise. In einer Eishöhle finden Diego, Manfred, Sid und das Baby ein typisch aussehendes eingefrorenes UFO. Das Baby „begrüßt“ das UFO mit dem typischen Handzeichen der Vulkanier.
- Da die Figur Scrat erst in letzter Minute in den Film eingefügt wurde, war die Lizenz nicht Bestandteil der Merchandisingverträge, sondern wurde separat an eine andere Firma verkauft. Während die anderen Figuren (Diego, Sid usw.) in den Spielzeug-Einzelhandel kamen, wurden Scrat-Stofftiere (wenngleich mit dem offiziell autorisierten IceAge-Logo) in Deutschland bis zum Auslaufen der Verträge nur über sekundäre Vertriebswege (vor allem auf Jahrmärkten) verkauft.
- Im englischen Original des ersten Teils lispelt Sid nicht. Die Idee für den Sprachfehler des Faultiers stammt ursprünglich von Otto Waalkes, der sie in der deutschen Synchronisation einsetzte. Die Produzenten waren daraufhin von dieser Eigentümlichkeit so angetan, dass sie sie in alle weiteren Teile und in alle synchronisierten Sprachen übernahmen.[6]
- Der Film startete am 21. März 2002 in den deutschen Kinos und war am ersten Weihnachtstag 2004 bei RTL erstmals im deutschen Free-TV zu sehen[7].

## Synchronisation

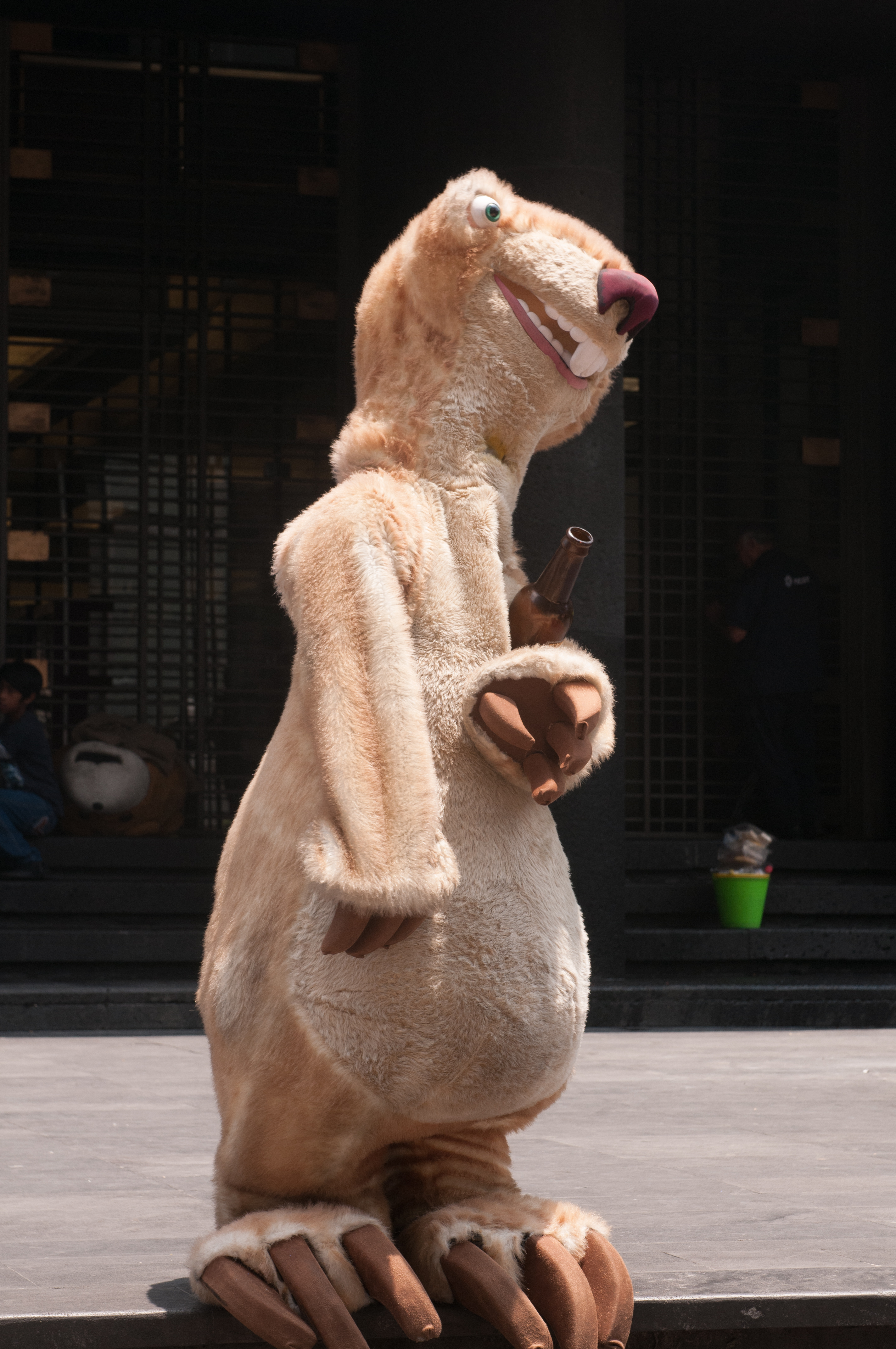
Der Figur Sid nachgebildetes Ganzkörperkostüm

Die deutsche Synchronisation entstand nach einem Dialogbuch von Michael Nowka unter seiner Dialogregie im Auftrag der Berliner Synchron AG.
| Rolle | Englischer Sprecher    | Deutscher Sprecher |
| ----- | ---------------------- | ------------------ |
| Manni | Ray Romano             | Arne Elsholtz      |
| Scrat | Chris Wedge            | (Originalstimme)   |
| Sid   | John Leguizamo         | Otto Waalkes       |
| Diego | Denis Leary            | Thomas Fritsch     |
| Soto  | Goran Višnjić          | Christian Brückner |
| Zeke  | Jack Black             | Lutz Mackensy      |
| Oscar | Diedrich Bader         | Reiner Schöne      |
| Carl  | Cedric the Entertainer | Douglas Welbat     |
| Frank | Stephen Root           | Jörg Hengstler     |
| Lenny | Alan Tudyk             | Detlef Bierstedt   |
| Dab   | Alan Tudyk             | Michael Pan        |

## Rezeption

### Kritiken
Die Kritikermeinungen waren größtenteils positiv. Auch die Animationen waren technisch gesehen auf dem Stand der Zeit. Im Vergleich zu Veröffentlichungen aus dem konkurrierenden Hause Pixar wurden die Figuren jedoch eckiger und weniger nach dem Kindchenschema entworfen.

„Ice Age ist nicht so subversiv angelegt wie Shrek oder ästhetisch ausgefeilt wie Die Monster AG. Aber in der Mischung aus Das Dschungelbuch und Drei Männer und ein Baby sind die Charaktere und ihre Marotten, die Dialoge und Pointen, Situationskomik und anrührende Sentimentalität köstlich und perfekt aufeinander abgestimmt.“

„Cooler Spaß mit eindeutiger Botschaft: Disney muss sich sehr warm anziehen.“

„Computeranimierter, aus bewährten Bestandteilen erfolgreicher Genrevorbilder zusammengesetzter Trickfilm, der rasant unterhält, ohne dramaturgisch und tricktechnisch an seine Vorbilder heranzureichen. Höhepunkte sind die sympathischen, sehr unterhaltsamen Nebenfiguren.“

### Erfolg, Auszeichnungen und Fortsetzungen
Der Film war trotz gemischter Kritiken ein großer Publikumserfolg. Ice Age brachte dem Produktionsteam am ersten Wochenende den bis dahin drittbesten Start eines animierten Kinofilms in den USA ein und spielte weltweit 383,3 Millionen US-Dollar ein.
2003 erhielt der Film eine Oscarnominierung als „bester animierter Film“ sowie je eine Nominierung für den Saturn Award, den Golden Satellite Award und den Young Artist Award in der gleichen Kategorie.
Der Film war so erfolgreich, dass im Frühjahr 2006 eine Fortsetzung, Ice Age 2 – Jetzt taut’s, in die Kinos kam. Am 1. Juli 2009 startete der dritte Teil Ice Age 3 – Die Dinosaurier sind los im Kino. Der vierte Teil startete am 2. Juli 2012 mit dem Titel Ice Age 4 – Voll verschoben in den Kinos.
Ice Age 5 – Kollision voraus!, im Original Ice Age: Collision Course, startete in Deutschland am 30. Juni 2016. Als Disney+ Original ist am 25. März 2022 der 6. Teil Ice Age – Die Abenteuer von Buck Wild erschienen. Dies ist der erste Teil, der nicht mehr von Blue Sky Studios produziert worden ist, sondern von Disney, die das Studio nach der Übernahme 2021 geschlossen haben. Aus rechtlichen Gründen kommt Scrat in diesem Teil nicht vor. Der Film wird von filmstart.de als „trauriger Tiefpunkt in der populären Animationsfilm-Reihe“ bezeichnet und insbesondere die Qualität der Animation und die Dialogpassagen ziehen Kritik auf sich.
Die Deutsche Film- und Medienbewertung FBW in Wiesbaden verlieh dem Film Ice Age das Prädikat „besonders wertvoll“.